# Piarista Iskola (Mosonmagyaróvár)
A mosonmagyaróvári Piarista Iskola (teljes nevén Piarista Gimnázium, Általános Iskola és Óvoda) a Piarista Rend Magyar Tartománya által fenntartott oktatási intézmény. A város és Moson vármegye legrégebbi középiskolája.

## Története
Moson vármegye első gimnáziumát  Zsidanics István megyei adószedő alapította. 1736-ban kelt végrendeletében magyaróvári házát, valamint 10 000 forintos alapítványt hagyott a piarista rendre. A piaristák 1739 novemberében kezdték meg a tanítást a gimnázium alsó négy osztályában. A felső két osztály megnyitásával a gimnázium 1760-ban vált teljessé. A közeli Pozsony és Győr iskoláinak közelsége miatt többször is a végleges megszűnés fenyegette. Mivel a II. József császár által bevezetett kötelező tandíj miatt csak 22 diákja maradt, a Helytartótanács 1788-ban bezáratta, de a megyei és városi hatóságok szorgalmazására 1799-ben újból megnyílt, és 1801-re teljes, hatosztályos gimnáziummá fejlődött. 
Az 1848/1849. évi szabadságharc után, 1850-ben a császári kormányzat ismét bezáratta. Az új középiskolai rendhez (Entwurf) igazodva 1854-ben négyosztályos algimnáziumként nyílt meg, majd állami támogatással 1911 és 1915 között nyolcosztályos főgimnáziummá fejlődött. Az évek során a régi épületek egyre szűkösebbnek bizonyultak, ezért a városi tanács 1924-től a szomszédos régi városháza épületében adott helyet egyes osztályoknak és szertáraknak, de a komolyabb épületbővítés elmaradt.
Az intézményhez 1945-től Piarista Diákotthon (fiúkonviktus) is tartozott, a gimnáziumba pedig lányokat is fölvettek, ha nem is nagy számban. 1946/1947-től általános iskolai alsó osztályokkal bővült, amelyek a régi városháza helységeiben működtek. 1948-ban a kommunista hatalom az egész iskolát és a konviktust is államosította. Az állami gimnázium Kossuth Lajos néven működött tovább. A piaristák a környékbeli plébániákon, templomokban vállaltak lelkipásztori munkát, egészen 1950. június 18-ig, amikor éjszaka mindannyiukat Újhatvanba deportálták.
A diktatúra bukása során, 1990 nyarán Németh László mosoni plébános kérésére a (még nem szabadon választott) városi tanács átadta az egykori piarista épület egy részét a római katolikus egyházközségnek, amely ott áldozatkész pedagógusok és szülők segítségével Keresztény Általános Iskolát nyitott (1-7. osztályokkal). Az iskola folyamatosan bővült, 1993-tól már gimnáziumi osztályai is voltak. Fönntartását és vezetését 1994-ben vette át a piarista rend, amely visszakapta a teljes épületet, az 1960-as években épült új szárnnyal és tornateremmel együtt, valamint kárpótlási pénzből megvásárolta a szomszédos Habsburg-házat is. Ennek emeletén alakították ki lakóhelyüket a piarista szerzetesek. A rendház formálisan 2001-ben alakult újjá. Az iskola olyan értelemben is bővült, hogy 2016 szeptemberétől tagintézményévé vált a hédervári óvoda és a Timaffy László Tagiskola, amelyeknek fenntartását a piarista rend vette át.
A magyaróvári épület azonban így is szűknek bizonyult. Bár 2018-ban tervek készültek egy új helyen (a korábbi határőrlaktanya helyén, 1956. évi sortűz helyszínén) álló új épületre, végül mégis az eredeti telek bővítése vált lehetővé azzal, hogy 2021-ben a kormány átadta a piarista rendnek a régi városháza épületét (Városház utca 4.) is, amelyet addig a Győr-Sopron-Moson Megyei Levéltár városi fióklevéltára használt. A teljesen felújított épületrészt az iskola 2025 januárjában vehette birtokba.

## Igazgatók (1918-tól)
- Biró Imre SchP 1918–1920
- Németh Jenő (a S. Emerico) SchP, 1920–1928
- Mátray (Mátrai) János SchP 1928–1934
- Schmidt Mihály SchP 1934–1940
- Agárdy Gyula SchP 1940–1943
- Bozi Ferenc SchP 1943–1948

[államosítás] 
- Thiesz Józsefné Angéla 1990–1994
- Pályi Gábor SchP 1994–2002
- Farkas István SchP 2002–2004
- Sárközi Sándor SchP 2004–2006
- Farkas István SchP 2006–2013
- Vereb Zsolt SchP 2013–2019
- Zsódi Viktor SchP 2019–2023
- Nyerges-Zombó Katalin 2023–

## Egykori neves tanárok
- Windisch (Vashegyi) Alajos (1812–1875) piarista szerzetes, igazgató
- Ivánfi Ede (1821–1900) piarista szerzetes, történész, Moson vármegye monográfusa
- Peck Ágoston (1823–1887), piarista szerzetes, biológus, Moson vármegye monográfusa
- Nagy L. József (1882–1962) piarista szerzetes, fizikus
- Dornyay Béla (1887–1965) piarista szerzetes, történész, múzeumigazgató

## Egykori neves diákok
- Alber János (1753–1830) piarista szerzetes, biblikus, egyetemi tanár
- Mednyánszky László (1819–1849) honvéd őrnagy
- Bubics Zsigmond (1821–1907) kassai püspök, történész
- Flesch Károly (1873–1944) hegedűművész
- Vargha Damján (1873–1956) ciszterci szerzetes, irodalomtörténész
- Szombathelyi Ferenc (1887–1946) honvéd vezérezredes
- Pogány János (1907–1983) piarista, matematikus
- Kovács K. Zoltán (1924–2008) mezőgazdász, politikus